# Onychiurus nervosus
Onychiurus nervosus är en urinsektsart som beskrevs av Stach 1954. Onychiurus nervosus ingår i släktet Onychiurus, och familjen blekhoppstjärtar. Arten är reproducerande i Sverige.